# Ophthalmitis irrorataria
Ophthalmitis irrorataria là một loài bướm đêm trong họ Geometridae.